# Thomas William Ferguson
Pour les articles homonymes, voir Ferguson.
Thomas William Ferguson (8 juillet 1943-14 avril 2006), est un médecin et écrivain américain. C'est l'un des premiers défenseurs de la responsabilisation du patient. Dans ses livres, il exhorte les patients à se renseigner, à prendre en main leur santé, et à utiliser internet comme un moyen de réaliser ces objectifs.

## La vie personnelle, l'éducation, et la carrière
Il est né à Ross, en Californie, et a grandi à Coos Bay, Oregon. Il finit par s'installer à Austin, au Texas, la ville natale de sa femme Meredith Mitchell Dreiss. Il commence ses études par un master en lettre de l'université de San Francisco. Puis, il continue à la faculté de médecine de l'université Yale, où il obtient en 1977 un doctorat en médecine. Cependant, il n'a jamais eu de pratique médicale. Il est devenu un auteur prolifique, ses thèmes de prédilections sont: les patients en tant que consommateurs de soins médicaux et la relation médecin-patient.  Dans un premier temps, il a étudié et écrit sur la consommation de soins médicaux. Puis à partir de 1987, il étudie les ressources de santé numérique en ligne destinées aux patients. Il a exhorté les patients à se renseigner et à partager leurs connaissances. Il a incité les médecins à collaborer avec les patients. Très tôt, il a compris le potentiel d'Internet pour la diffusion de l'information médicale. Il a été l'un des premiers promoteurs de son utilisation. il crée le terme de E-patient pour désigner ceux qui utilisent internet pour mieux gérer leur propre santé . Il a étudié et encouragé l'utilisation des ressources électroniques, y compris internet pour recueillir des informations et faire face aux problèmes de santé,.  En 1993, il a organisé la première conférence internationale consacrée aux systèmes informatiques conçus pour les patients.

## La maladie et la mort
En 1991, quand il est diagnostiqué d'un cancer, le myélome multiple, il met en pratique sa propre philosophie. « Il a poursuivi sans relâche des stratégies de prises en charge personnel en intégrant les recherches les plus récentes et des pratiques expérimentales de contrôle de ce cancer agressif ... Entre les rechutes et les traitements débilitants, il a favorisé le transfert de l'information médicale vers internet, tout en donnant de nombreuses conférences sur le thème émergent de la e-santé. Il a acquis une réputation mondiale comme innovateur et pionnier dans le domaine. »  Il est  décédé le 14 avril 2006, en cours de traitement à Little Rock (Arkansas).